# 전사의 후예
《전사의 후예》(Once Were Warriors)는 뉴질랜드에서 제작된 리 타마호리 감독의 1994년 드라마, 범죄 영화이다. 레나 오웬 등이 주연으로 출연하였고 로빈 숄즈 등이 제작에 참여하였다.

## 출연

### 주연
- 레나 오웬
- 테무에라 모리슨
- 줄리안 아라한가
- 통가로아 에밀

### 조연
- 클리프 커티스
- 피트 스미스
- 조지 히네어
- 메르 보인턴

## 기타
- 미술: 마이클 케인